# Стрельна (станція)
Стрельна — залізнична платформа Жовтневої залізниці в селищі Стрельна на перегоні Санкт-Петербург-Балтійський — Каліщі. Знаходиться за 23 км від Санкт-Петербург-Балтійський. Платформи берегові, відкриті.
Будівлю вокзалу будували в 1854-1857 роках за проектом відомого архітектора М. Л. Бенуа. Відкрита в 1857 році.